# Kordunaški proces
Kordunaški proces je naziv za sudski postupak koji se desio u ljeto 1944. godine u Gornji Budačkom.

## Istorija
Čedomir Višnjić u knjizi Kordunaški proces ovaj proces navodi kao montirani sudski proces u kojem su stradala petorica Srba sa Korduna, učesnika Narodnooslobodilačkog rata, zato što su se zalagali za autonomiju Srba u Hrvatskoj i njihovo veće učešće u vlasti u skladu sa razmjerama njihovog stradanja i borbe u Drugom svjetskom ratu.  Zbog saradnje sa neprijateljima i četnicima na smrt su 14. jula 1944. osuđeni: Veljko Korać, član Narodnooslobodilačkog odbora (NOO) Korduna; Ljubo Vujičić, član kotorskog NOO Slunja; Ilija Žegarac, šef partizanske štamparije; Milan Momčilović, oficir Plaščanskog partizanskog odreda i partizan Marko Mrkić.
Sudskom presudom u ovom procesu na višegodišnji prinudni rad i gubitak građanskih i političkih prava osuđeni su: Dragić Bunčić, Dušan Balčin, Milica Vujčić, Milić Napijalo, Milan Napijalo, Jovo Balčin i Ljubo Martinović. U Višnjićevoj knjizi je pored dokumenata i svjedočenja, naveden i stenogram suđenja - optužnica, zaključak i obrazloženje presude, kao i odlomci iz Dnevnika ubijenog Veljka Koraća. 
Na Kordunu je 1943. vlada apatija zbog masovnog stradanja Srba, tifusa i gladi. Od kraja 1941. Kordun je bio gotovo slobodna teritorija. Pojedini partizani žalili su se da se od srpskog naroda traže nove žrtve, da najsposobniji muškarci idu u rat van Korduna. Grupa nezadovoljnika u ljeto 1943. razgovara o četnicima, Hrvatima, ustašama, komunistima i zaključuje da će sve zajedno dovesti do teške tragedije srpskog naroda. Nekoliko partizana - sa Veljkom Koraćem i Ilijom Žegarcem na čelu, sastavlja letak koji će im biti smrtna presuda. Obraćaju se Srbima Like, Korduna i Banije, pišu da je poslije velikih žrtava Srba nikao ZAVNOH, u kojem rukovodeću ulogu imaju Hrvati, a oni ne mogu biti zastupnici srpskih interesa, da su Srbi u borbi, a da Hrvati vode ustanak. 
U letku je između ostalog pisalo: "Srbi! Pogledajte ko vas vodi. Otvorite oči. Ne budite slijepi. Vi ste borci komunističke partije i njenog meštra, bravara, Tite. Vi vodite borbu za boljševizaciju zemlje u kojoj će opet vladati Hrvati... Srbi, zaboravimo sve što nas je ikada dijelilo, pružimo si bratsku ruku i krenimo zajednički naprijed. 9. septembra 1943. srpski četnici.” Pripadnici ove grupe nisu bili četnici, na Kordunu četnici nikada nisu imali jako uporište. Ali kada je 1941. počeo otpor protiv NDH, u partizanskom pokretu na Kordunu samo 20 posto boraca bili su članovi Komunističke partije. Kasnije se taj broj povećava. Kordun je prije rata bio uporište samostalaca Svetozara Pribićevića, a Veljko Korać u toku rata traži istomišljenike na osnovu saradnje nekadašnjeg SDS-a i HSS-a. U jednom trenutku se čak povezuje sa bivšim članom HSS-a iz Karlovca i pričaju kako dalje.
Potpis "srpski četnici” stavila je četnička štamparija u Josipdolu, gdje je letak odštampan, preko člana grupe Steve Kosanovića Jabučara i njegovih veza u Plaškom. Odštampani leci bili su previše za one koji su ih napisali. Odmah su ih zakopali kod Vojnića, ali za letke je saznala partija. Kada je Jovan Eremić, koji je bio povezan sa ovom grupom, u aprilu 1944. shvatio da su razotkriveni, pobjegao je, predao se Nijemcima. Zatražio je da se stavi na čelo antikomunističkih pravoslavnih jedinica. Tako je u priču dospjela i kolaboracija. Kao reakcija na te vijesti, ali i zbog straha od hapšenja, jedan odred partizana u Plaškom sa Stevom Kosanovićem Jabučarom na čelu dezertira i kasnije prilazi četnicima. To je već bilo dovoljno za presudu.
Na suđenje su pozvani članovi partije i borci iz svih dijelova Korduna, govorilo se da je došao kraj "četničko špijunskoj grupi”. Narodni tužilac bio je najuticajniji srpski komunistički prvak Stanko Opačić Ćanica. Vodeći hrvatski komunisti Ivan Stevo Krajačić i Andrija Hebrang nisu bili na suđenju. Srpski komunistički kadrovi, od kojih su neki bili i tužioci na Kordunaškom procesu (Stanko Opačić Ćanica), početkom pedesetih godina dvadesetog vijeka, biće poslani na Goli otok pod optužbom da su izražavali prosovjetske stavove, a koji su se zapravo pobunili, jer su smatrali da se ekonomski zapostavaljaju krajevi u kojima su živjeli Srbi. O Kordunaškom procesu u socijalističkoj Hrvatskoj i Jugoslaviji nije se mnogo govorilo.